# 梅德韦杰夫农村居民点
梅德韦杰夫农村居民点（俄语：Медведевское сельское поселение）是俄罗斯联邦伏尔加格勒州伊洛夫利亚区所属的一个农村居民点。其下辖有4个居民点，行政中心为梅德韦杰夫。据2016年统计，该农村居民点的人口为1469人。